# Os Princípios da Psicologia
Os Princípios da Psicologia (The Principles of Psychology) é um livro de 1890 escrito por William James, um filósofo e psicólogo norte-americano que foi um dos fundadores da psicologia moderna. Existem quatro métodos no livro de James: fluxo de consciência (a metáfora psicológica mais famosa de James); emoção (mais tarde conhecida como teoria de James-Lange); hábito (hábitos humanos são constantemente formados para alcançar certos resultados), e vontade.

## Resultados experimentais do século XIX
A abertura de Os princípios da psicologia apresentou o que se sabia até o momento sobre a localização das funções no cérebro: como cada sentido parecia ter um centro neural ao qual se reportava e como os movimentos corporais variados têm suas origens em outros centros.
As hipóteses e observações particulares nas quais James se baseou estão agora muito obsoletas, mas a conclusão mais ampla a que seu material conduz ainda é válida, isto é, que as funções dos "centros inferiores" (abaixo do telencéfalo) tornam-se cada vez mais especializadas à medida que nos afastamos dos répteis, por meio de mamíferos cada vez mais inteligentes, até os humanos, enquanto as funções do próprio cérebro se tornam cada vez mais flexíveis e menos localizadas à medida que nos movemos ao longo do mesmo contínuo.

## Psicologia comparada
No uso do método comparativo, James escreveu, "os instintos dos animais são dissecados para lançar luz sobre os nossos. . . . " Por esta luz, James descarta a banalidade de que "o homem difere das criaturas inferiores pela quase total ausência de instintos". Não existe tal ausência, então a diferença deve ser encontrada em outro lugar.
James acreditava que os humanos possuem muito mais instintos do que outras criaturas. Instintos que, quando observados fora de seu contexto mais amplo, podem ter parecido tão automáticos quanto os mais básicos dos instintos animais. No entanto, à medida que o homem experimentava os resultados de seus instintos, e essas experiências evocavam memórias e expectativas, esses mesmos instintos foram sendo gradualmente refinados.
Por esse raciocínio, James chegou à conclusão de que em qualquer animal com capacidade de memória, associação e expectativa, o comportamento é, em última análise, expresso como uma síntese de instinto e experiência, e não apenas um instinto cego sozinho.

## Tópicos selecionados

### Fluxo de consciência
Fluxo de consciência é sem dúvida a metáfora psicológica mais famosa de James. Ele argumentou que o pensamento humano pode ser caracterizado como uma corrente fluindo, que era um conceito inovador na época devido ao argumento anterior de que o pensamento humano era mais como uma cadeia de pensamentos distinta. Ele também acreditava que os humanos nunca podem experimentar exatamente o mesmo pensamento ou ideia mais de uma vez. Além disso, ele via a consciência como completamente contínua.

### Emoção
James introduziu uma nova teoria da emoção (mais tarde conhecida como teoria de James-Lange), que argumentava que uma emoção é a consequência e não a causa das experiências corporais associadas à sua expressão. Em outras palavras, um estímulo causa uma resposta física e uma emoção segue a resposta. Esta teoria tem recebido críticas ao longo dos anos, desde a sua introdução, mas de qualquer forma, ainda tem seus méritos.

### Hábito
Os hábitos humanos são formados constantemente para alcançar certos resultados devido aos fortes sentimentos de querer ou desejar algo. James enfatizou a importância e o poder do hábito humano e observou que as leis de formação de hábitos são imparciais, e que os hábitos são capazes de causar boas ou más ações. E uma vez que um hábito bom ou mau começou a ser estabelecido, é muito difícil mudá-lo.

### Vontade
Vontade é o capítulo final de The Principles of Psychology, que foi influenciado pelas próprias experiências de vida de James. Havia uma questão que incomodava James durante sua crise, que era se o livre-arbítrio existia ou não. "A realização mais essencial da vontade, ... quando é mais 'voluntária', é atender a um objeto difícil e segurá-lo firmemente diante da mente. . . " O esforço da atenção é, portanto, o fenômeno essencial da vontade."

## Influência e recepção
The Principles of Psychology foi um livro didático de grande influência, que resumiu o campo da psicologia até a época de sua publicação. A psicologia estava começando a ganhar popularidade e aclamação nos Estados Unidos nesta época, e a compilação deste livro apenas solidificou ainda mais a credibilidade da psicologia como ciência. O filósofo Helmut R. Wagner escreve que a maior parte do conteúdo do livro está desatualizada, mas que ele ainda contém ideias interessantes.
Em 2002, James foi listado como o 14ª psicólogo mais eminente do século 20, com sua teoria sobre a emoção (a Teoria de James-Lange) apresentada neste livro sendo um fator contribuinte para essa classificação
Em áreas fora da psicologia, o livro também teve um grande impacto. O filósofo alemão Edmund Husserl se envolve especificamente com o trabalho de William James em muitas áreas. Seguindo Husserl, este trabalho também impactaria muitos outros fenomenólogos. Além disso, o filósofo anglo-austríaco Ludwig Wittgenstein leu a obra de James e a utilizou em seus cursos para alunos, embora Wittgenstein mantivesse divergências filosóficas sobre muitos dos pontos de James. Por exemplo, a crítica de Wittgenstein a William James na seção 342 de Investigações filosóficas.